# FC 호멜
FC 호멜(벨라루스어: ФК Гомель, 러시아어: ФК Гомель)은 호멜을 연고로 하는 벨라루스의 축구 클럽이다. 현재는 벨라루스 프리미어리그에 참가하고 있다.

## 성적
- 벨라루스 프리미어리그 우승 1회 (2003), 준우승 1회 (2007), 3위 2회 (1999, 2011)
- 벨라루스컵 우승 2회 (2002, 2011), 준우승 1회 (2004)
- 벨라루스 슈퍼컵 우승 1회 (2012)

## 선수 명단

### 현역
참고: FIFA 자격 규정에 따라 소속된 국가대표팀 국기를 표시합니다. 선수는 복수의 FIFA 비회원국 국적을 가지고 있을 수 있습니다.
| 번호 | 포지션 | 국적 | 이름          |
| ---- | ------ | ---- | ------------- |
| 7    | MF     |      | 페르난두 네투 |

| 번호 | 포지션 | 국적 | 이름 |
| ---- | ------ | ---- | ---- |

## 역대 감독
| 감독            | 임기 |
| --------------- | ---- |
| 알략산드르 쿨치 | 2019 |

틀:FC 호멜
틀:FC 호멜 감독